# Nourith
 (décembre 2022).
Si vous disposez d'ouvrages ou d'articles de référence ou si vous connaissez des sites web de qualité traitant du thème abordé ici, merci de compléter l'article en donnant les références utiles à sa vérifiabilité et en les liant à la section « Notes et références ».
Pour les articles homonymes, voir Sibony.
Nourith, de son nom complet Nourith Sibony, née le 29 août 1971 à Beer-Sheva (chef lieu du district Sud de l’État d'Israël), est une chanteuse et autrice-compositrice israélienne vivant à Paris. Elle chante essentiellement en hébreu ainsi qu'en français, anglais et arabe.

## Biographie
Nourith est arrivée en France à l'âge de 20 ans. Elle a suivi des cours d'art dramatique au Théâtre national de Chaillot, et participé en 1995 à la bande originale du film Le Cinquième Élément de Luc Besson.
En 1997, elle a été découverte par sa première maison de disque, Polydor, en chantant dans la rue, à La Rochelle. Cela lui a permis de sortir deux albums solo en hébreu et en français, et de jouer le rôle de Séphora dans Les Dix Commandements devant des millions de spectateurs, et de participer à de nombreux show télévisés.
Elle collabore avec Maurane, Michel Jonasz, Peter Gabriel, Richard Bona, Yael Naïm, Bratsch, Cheb Mami et avec le chanteur italo-palestinien Nabil Salameh.
En janvier 2014, sort son troisième album « Here I am ». Cet album est le fruit de plusieurs années de travail, de rencontres avec des musiciens qui l’ont aidée à composer et à construire un univers musical d’instruments traditionnels (sitar, oud, percussions), un son organique, des couleurs celtes, orientales, parfois tribales…
Établie en France depuis plus de trente ans, Nourith vit à Paris où elle a créé et dirige deux orchestres : l'un de variétés internationales et l'autre, un orchestre oriental pour des événements privés en France et à l’étranger.

## Discographie
- 1999 : Kôl Yishama
- 2002 : Nourith
- 2014 : Here I am

### Participations
- 2000 : album Solidays - chanson  Qui sait ?, pour l'association Solidarité sida, avec Anggun, Patrick Bruel, Stephan Eicher, Faudel, Peter Gabriel, Lââm, Lokua Kanza, Youssou N'Dour, Axelle Red et Zucchero